# 莫里斯·富尔

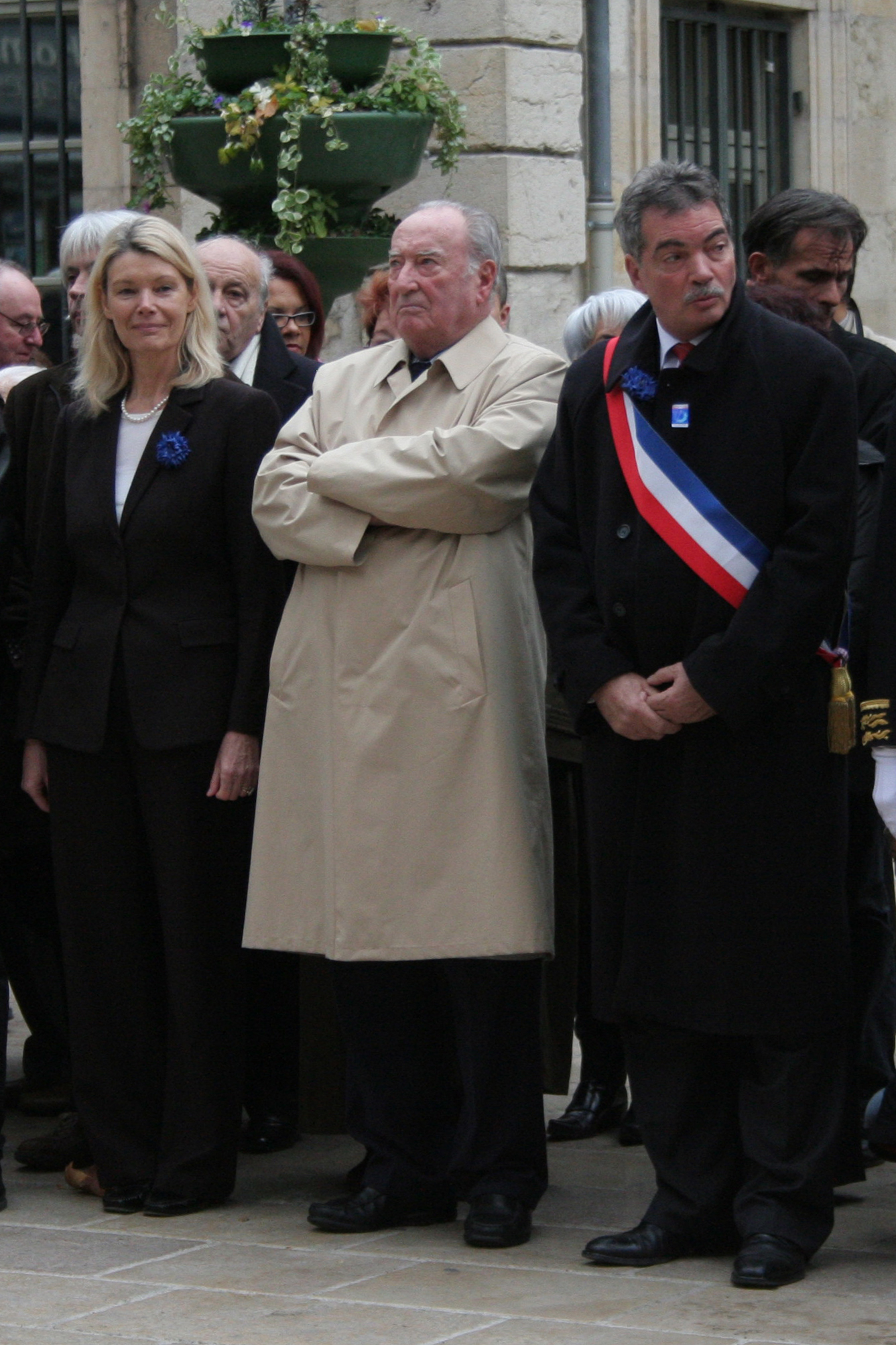
2007年的莫里斯·富尔（中）

莫里斯·富尔（法語：Maurice Faure，1922年1月2日—2014年3月6日），是一名法国抵抗运动的成员，并在数届法国政府担任部长职位。他出生于多尔多涅省的阿兹拉。
在1951年至1983年期间，他在法国议会担任助手，并1983年至1988年担任参议员，并担任25年的卡奥尔的市长。他曾被任命为法国宪法委员会委员。
1957年，时任法国外交部长助理的莫里斯·富尔同时签署了《罗马条约》，并因此协助创立欧洲联盟。
2014年3月，他死于卡奥尔，享年92岁。